# Cortez Ratima
Pas d'image ? Cliquez ici

a Compétitions nationales et continentales officielles uniquement.

b Matchs officiels uniquement.
Dernière mise à jour le 20 août 2025.
Cortez Ratima, né le 22 mars 2001 à Piopio (Nouvelle-Zélande), est un joueur international néo-zélandais de rugby à XV. Il évolue au poste de demi de mêlée avec les Chiefs en Super Rugby depuis 2022, et avec la province de Waikato en NPC depuis 2020.

## Biographie

### Jeunesse et formation
Cortez Ratima naît le 22 mars 2001 à Piopio, ville de la région du Waikato sur l'île du Nord en Nouvelle-Zélande. Son prénom lui est donné en référence à la chaussure de sport Nike Cortez (en), dont son père fait la collection.
D'origine Ngāti Maniapoto, il grandit dans une ferme d'élevage de moutons et de bœufs dans le King Country, et fréquente l'école primaire et le collège locaux. D'abord passionné de moto-cross, il se tourne vers le rugby à XV après une conversation avec son père, Peter-Lee Ratima, ancien troisième ligne aile devenu entraîneur. Il étudie ensuite brièvement au New Plymouth Boys' High School, dans la région de Taranaki, avant de déménager à Hamilton, où il intègre la Hamilton Boys' High School (en) et fréquente Noah Hotham. Durant sa scolarité, il est un membre régulier des équipes de jeunes de Waikato et évolue avec l'équipe de son école.
Ratima représente également les moins de 18 ans chez les Chiefs et les Māori All Blacks avant de rejoindre l'Academy (centre de formation) de la province de Waikato à l'âge de 17 ans,.
Il rejoint ensuite le Ōtorohanga Sports Club, club évoluant dans le championnat local et entraîné par son père.

### Début de carrière professionnelle en NPC puis en Super Rugby (2020-2024)
Ainsi, deux ans après la fin de ses études secondaires, Cortez Ratima fait ses débuts professionnels avec Waikato en National Provincial Championship (NPC) en 2020 (en). Il progresse rapidement avec Waikato lors de la saison 2021 de NPC (en), s'imposant comme le demi de mêlée titulaire après la blessure de Xavier Roe (en). Il est notamment titulaire lors de la finale du NPC, remportée 23 à 20 contre Tasman, le premier titre provincial de Waikato depuis 2006. Ses performances suscitent l'intérêt des Crusaders et des Hurricanes, mais il opte pour la franchise de sa région, les Chiefs, entraînée par Clayton McMillan (en). En effet, étant originaire du King Country et formé à Hamilton, il souhaite représenter sa région et sa communauté.
En 2022, Cortez Ratima fait ses débuts sous le maillot de la franchise des Chiefs en Super Rugby et s'impose progressivement comme un élément clé de l'effectif.
Sélectionné par les All Blacks XV (en), l'équipe réserve néo-zélandaise, durant l'automne 2022, il dispute notamment la rencontre du 13 novembre au Tottenham Hotspur Stadium de Londres face aux Barbarians. Entré en cours de match, il participe à la défaite des Néo-Zélandais sur le score de 31 à 35.
Avec son équipe des Chiefs, il atteint la finale de Super Rugby en 2023 et est remplaçant de Brad Weber lors de la défaite face aux Crusaders au Waikato Stadium de Hamilton.
La saison suivante, avec le départ de Brad Weber au Stade français Paris, Ratima devient titulaire au poste de demi de mêlée et aide les Chiefs à atteindre la finale de l'édition 2024 du Super Rugby, au cours de laquelle son équipe s'incline face aux Blues (41-10),.

### Sélection avec lesAll Blacks(depuis 2024)
En 2024, ses performances régulières lui valent d'être sélectionné pour la première fois avec les All Blacks. Cortez Ratima honore sa première cape le 13 juillet 2024 contre l'Angleterre lors d'une victoire 24 à 17 à l'Eden Park d'Auckland. Il est ensuite titularisé contre les Fidji à San Diego en juillet de la même année, puis sélectionné par Scott Robertson pour disputer le Rugby Championship 2024. Remplaçant lors des deux premières rencontres face à l'Argentine, il entre en jeu contre les Springboks à Johannesbourg, remplaçant TJ Perenara dans un match où les All Blacks s'inclinent 31 à 27 après avoir mené 27 à 17. Il est ensuite titularisé pour la première fois la semaine suivante, de nouveau face à l'Afrique du Sud.
Lors de la saison suivante, en 2025, il atteint de nouveau la finale du Super Rugby pour la troisième année consécutive, cette fois face aux Crusaders, s'inclinant sur le score de 16 à 12.
En juillet 2025, il est retenu pour affronter la France lors de leur tournée en Nouvelle-Zélande, entrant en jeu à deux reprises avant d'être titularisé pour le dernier match,. 
Le mois suivant, en août 2025, il est de nouveau sélectionné dans le groupe néo-zélandais afin de disputer le Rugby Championship.

## Statistiques en équipe nationale
Au 18 août 2025 Cortez Ratima compte 15 capes en équipe de Nouvelle-Zélande, dont 7 en tant que titulaire, depuis ses débuts le 6 juillet 2024 contre l'Angleterre à Auckland. Il inscrit deux essais, dix points.
Avec les All Blacks, il participe à deux éditions du Rugby Championship, en 2024 et 2025.

## Palmarès
- Vainqueur du National Provincial Championship en 2021 (en) avec Waikato.
- Finaliste du Super Rugby en 2023, 2024 et 2025 avec les Chiefs.